# Временной парадокс
Временно́й парадо́кс, известный также как парадокс путешествия во времени — теоретическая ситуация с путешествием во времени, когда гость из будущего совершает нечто в посещаемом им прошлом, меняющее обстоятельства будущего: например, делающее само это путешествие невозможным.

## Общие сведения
Временной парадокс, темпоральный парадокс или парадокс путешествия во времени — многообразные антиномии, возникающие в мысленном эксперименте о путешествии во времени, вызванное действиями путешественника, особенно при путешествии в прошлое, либо по возвращении на основе информации, полученной в путешествии, особенно в будущее.
Путешествия во времени вызывают логическое противоречие, возникающее в случае, когда прибывший из будущего совершает поступок, влияющий в будущем на само это путешествие. Временные парадоксы делятся на две большие группы. Это так называемые согласованные — иллюстрирующиеся, например, парадоксом убитого дедушки — и причинно-следственные петли.

## Парадокс убитого дедушки
Парадокс убитого дедушки впервые описал писатель-фантаст Рене Баржавелем в книге 1944 года «Неосторожный путешественник» (фр. Le voyageur imprudent). Сюжет заключался в том, что человек с помощью машины времени отправился назад в прошлое, где убил своего биологического деда до того, как последний встретил бабушку путешественника. Результат предполагает, что один из родителей путешественника, а как следствие — и сам путешественник никогда бы не были рождены. То есть в конечном итоге он не мог бы путешествовать во времени, а это в свою очередь означает, что его дед остался бы жив и путешественник был бы рождён, а это позволило бы ему путешествовать во времени и убить своего дедушку. Таким образом, каждая возможность подразумевает отрицание самой себя, создавая логический парадокс.

## Причинно-следственная петля
Причинно-следственная петля, называемая иногда причинной петлёй, представляет собой последовательность событий, являющихся взаимной причиной друг друга. В качестве примера может быть рассмотрен катящийся по некоторой траектории бильярдный шар, перемещённый в прошлое машиной времени таким образом, что он, ударяя по самому себе, создаёт траекторию качения.